# Günther Anders
Günther Anders, geboren als Günther Siegmund Stern (Breslau, 12 juli 1902 - Wenen, 17 december 1992), was een Duits en later Oostenrijks filosoof, journalist en essayist. Hij werd geboren in Breslau (nu Wrocław) op 12 juli 1902 en stierf in Wenen op 17 december 1992. Hij was een oud-student van Edmund Husserl en Martin Heidegger en de eerste echtgenoot van Hannah Arendt. Hij staat bekend als een belangrijk criticus van technologie en een pionier van de anti-kernenergiebeweging. Het belangrijkste onderwerp van zijn geschriften is de vernietiging van de mensheid. 